# Bystrzyca (obwód grodzieński)
Bystrzyca (biał. Быстрыца, Bystryca; ros. Быстрица, Bystrica; hist. także Bystrzyca Nadwilejska) – wieś na Białorusi, w obwodzie grodzieńskim, w rejonie ostrowieckim, w sielsowiecie Worniany, nad Wilią.

## Historia
Do czasów sowieckich miasteczko.
Należy do najstarszych miejscowości na terenie współczesnej Białorusi. Wzmianki o niej pojawiają się w 1390, istniała jednak wcześniej. Przez staropolskich historyków ks. Macieja Stryjkowskiego i Wojciecha Wijuka Kojałowicza SI Bystrzyca uważana była za pierwszą stolicę wielkich książąt litewskich. Razem z Wielkim Księstwem Litewskim weszła w skład Rzeczypospolitej Obojga Narodów. W jej ramach należała do województwa wileńskiego i powiatu wileńskiego. Była wówczas siedzibą starostwa niegrodowego, z którego w XVIII w. płacono 1785 zł kwarty. Odpadła od Polski w wyniku III rozbioru.
W XIX i w początkach XX w. położona była w Rosji, w guberni wileńskiej, w powiecie wileńskim. Była wówczas siedzibą gminy Bystrzyca i okręgu wiejskiego.
Po I wojnie światowej pod administracją polską, w Zarządzie Cywilnym Ziem Wschodnich, w okręgu wileńskim, w powiecie wileńskim. W latach 1920–1922 w składzie Litwy Środkowej.
Od 11 kwietnia 1922 leżała w Polsce, w województwie wileńskim, w powiecie wileńsko-trockim, w gminie Bystrzyca, a po jej zniesieniu 1 kwietnia 1927 w gminie Worniany. Nazwę Bystrzyca (Bystrzyca Nadwilejska) nosiły wówczas miasteczko, kolonia i chutory.
Podczas okupacji hitlerowskiej, w lipcu 1941 roku Niemcy utworzyli getto dla żydowskich mieszkańców. Przebywało w nim około 200 osób. 22 września 1942 roku Niemcy zlikwidowali getto, a Żydów zamordowano. Aktywną rolę w zbrodni brali udział policjanci litewscy.
Po II wojnie światowej w granicach Związku Sowieckiego. Od 1991 w niepodległej Białorusi.

## Religia
W 1390 król Polski i wielki książę litewski Władysław II Jagiełło ufundował tu jeden z pierwszych kościołów na Litwie, który powierzył kanonikom regularnym. W 1523 kolejną świątynię ufundował tu Zygmunt I Stary. W 1760 lub 1761 zbudowano obecny kościół. W XIX w. parafia należała do dekanatu wileńskiego diecezji wileńskiej. W 1865 w ramach represji popowstaniowych władze carskie skonfiskowały kościół i zamieniły go na cerkiew prawosławną. Zwrócony katolikom po odzyskaniu przez Polskę niepodległości. Obecnie w Bystrzycy funkcjonuje parafia rzymskokatolicka.